# Schweizer SGS 2-33
Die Schweizer SGS 2-33 ist ein doppelsitziges US-amerikanisches Segelflugzeug der Schweizer Aircraft Corporation für Übungs- und Ausbildungszwecke.

## Konstruktion
Die SGS 2-33 ist ein abgestrebter Schulterdecker mit einholmigen metallbeplankten Ganzmetalltragflächen und einem Stahlrohrrumpf mit Stoffbespannung. Zur Geschwindigkeitsbegrenzung sind über und unter den Tragflächen Luftbremsen installiert. Es wurden 579 Exemplare hergestellt.

## Technische Daten

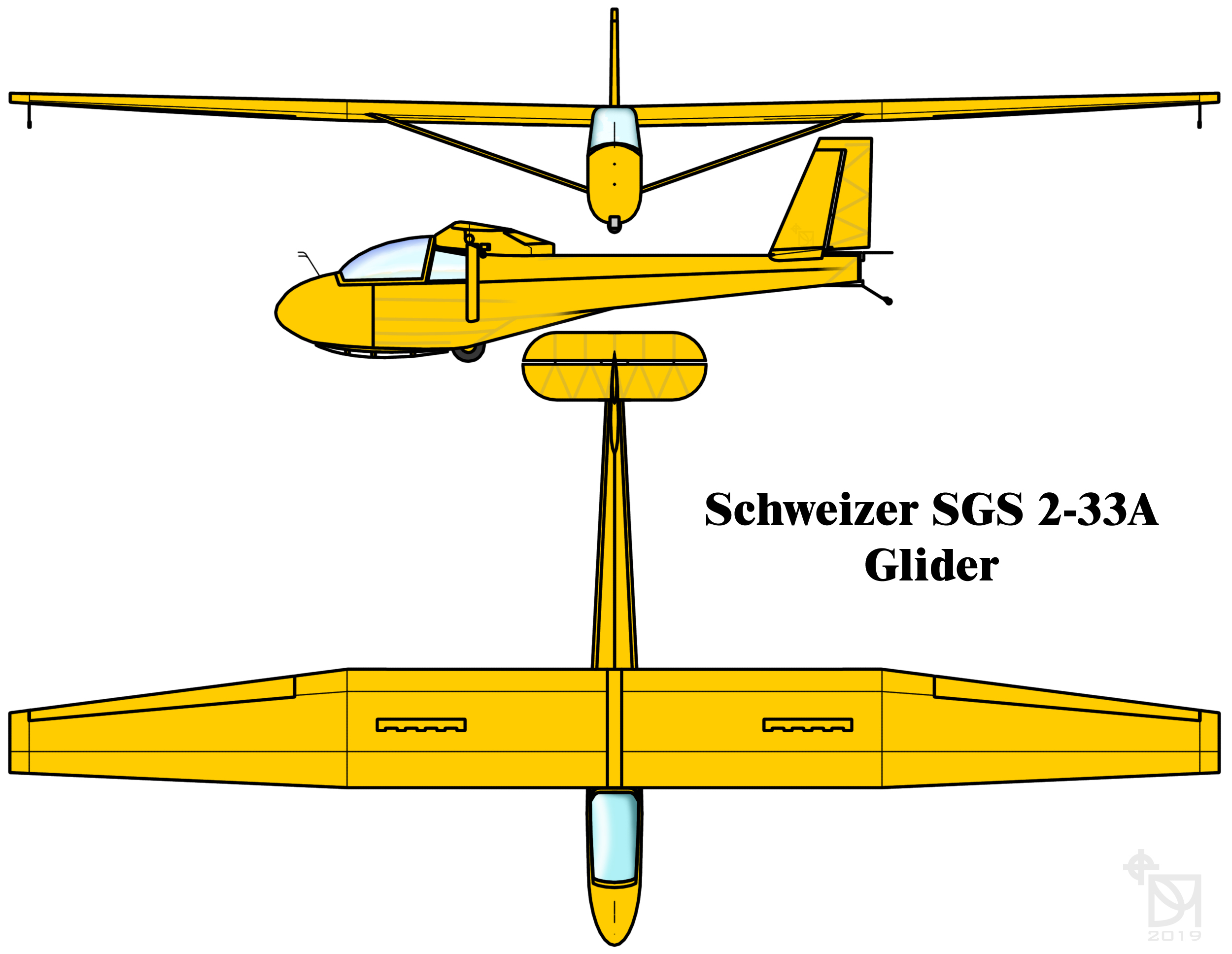
Schweizer SGS 2-33A

| Kenngröße             | Daten    |
| --------------------- | -------- |
| Besatzung             | 1 + 1    |
| Länge                 | 7,85 m   |
| Spannweite            | 15,54 m  |
| Höhe                  |          |
| Flügelfläche          | 20,4 m²  |
| Flügelstreckung       | 11,8     |
| Flächenbelastung      |          |
| Flügelprofil          |          |
| Gleitzahl             | 22       |
| Geringstes Sinken     |          |
| Leermasse             | 273 kg   |
| max. Startmasse       | 373 kg   |
| Höchstgeschwindigkeit | 157 km/h |